# Platybunus jeporum
Platybunus jeporum is een hooiwagen uit de familie echte hooiwagens (Phalangiidae).